# 世俗化

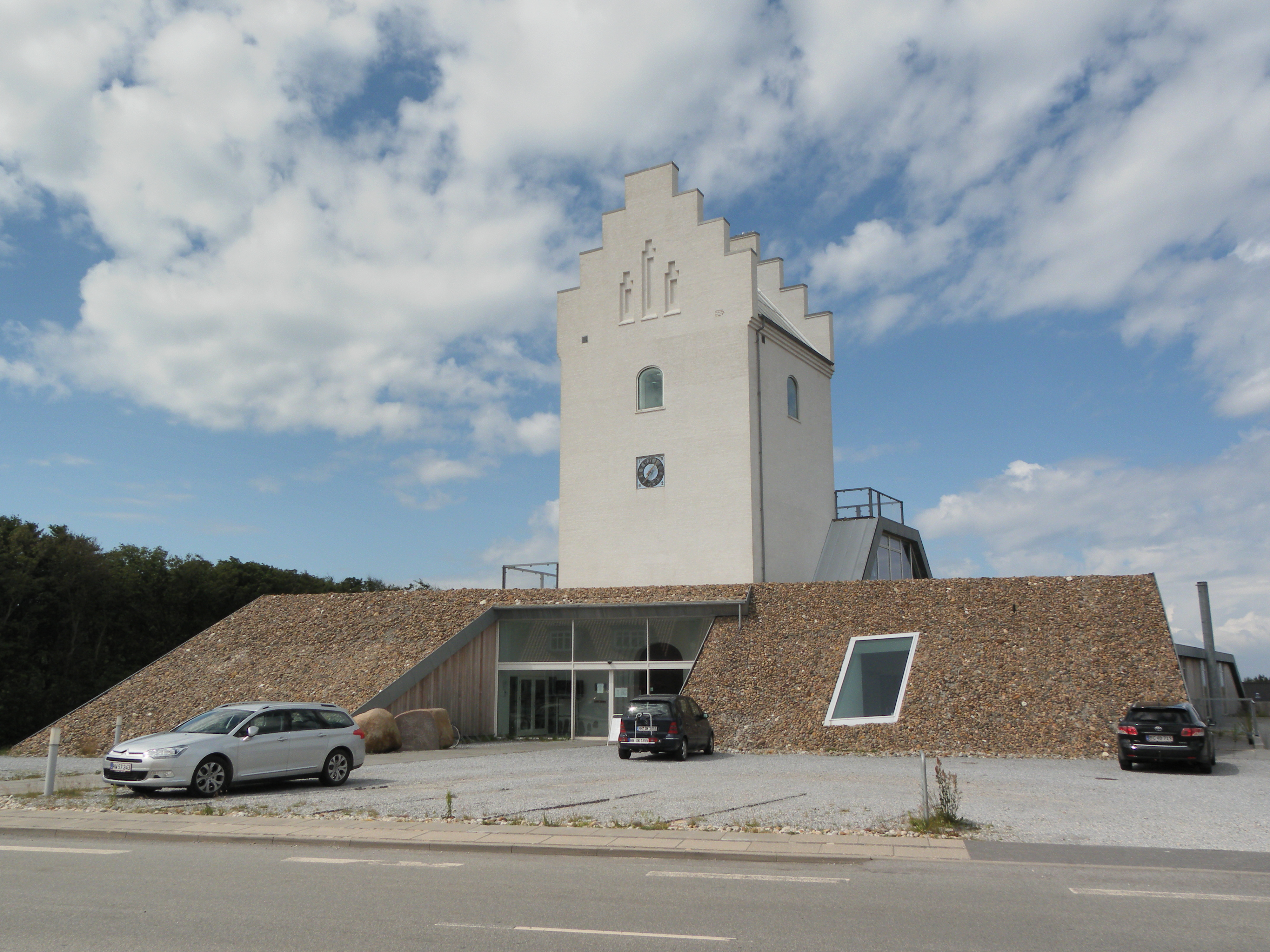
丹麦萊斯島洲教堂，2008 年改建为水疗中心

世俗化 是宗教社會學提出來的理論概念，指通过社会进步，特别是通过现代化和理性化，宗教逐漸由在現實生活中無處不在的地位，退縮到一個相對獨立的宗教領域裡，社会从极度认同宗教价值观和制度转向非宗教价值观和世俗制度，不再受到宗教的控制，政治、經濟、社會、文化等層面逐漸去除宗教色彩。  “世俗化”也可以指解除神职人员的修道院限制。 从社会学的意义上讲，世俗化是指宗教失去社会和文化意义的历史过程。世俗化的结果是，宗教在现代社会中的作用受到限制。 在世俗社会中， 信仰缺乏文化权威，宗教组织几乎没有社会权力。
学界普遍认为，马克斯·韦伯最早将“世俗化”概念引进到宗教社会学上，但只是一笔带过。后来，他曾经的同事恩斯特·特勒爾奇把这个概念捡了起来。直到20世纪50年代，这个概念才引起了美国学界的普遍关注。艾彌爾·涂爾幹在他不同的作品中一再提出現代社會世俗化的趨勢，他認為神聖性跟機械連帶的社會控制機制在現代工業為主、個人主義盛行的社會中正遭受到侵蝕挑戰。
世俗化具有许多层次的意义，无论是理论上还是历史过程上。社会理论家，例如卡尔·马克思（1818–1883），西格蒙德·弗洛伊德（1856–1939），马克斯·韦伯（1864–1920）和埃米尔·涂尔干（1858–1917）都假设社会的现代化将包括宗教信仰水平下降。他们对这一过程的研究试图确定宗教的信條、实践和制度以何种方式在多大程度上失去了社会意义。一些理论家认为，现代文明的世俗化一定程度上是由于我们无法使人类广泛的伦理和精神需求适应自然科学日新月异的发展。 与“现代化”的论点相反， 克里斯蒂安·史密斯和其他人认为，知识分子和文化精英推动世俗化，是为了提高自己的地位和影响力。史密斯认为，知识分子有一种对本土文化怀有敌意的内在倾向，这导致他们接受世俗主义。 
术语“世俗化”还具有其他含义，主要是历史和宗教含义。在教堂财产方面，历史上它用于指没收教堂的土地和建筑物，例如亨利八世在16世纪将英格兰的修道院解散，以及18世纪法国大革命期间的后期行为，以及在18、19世纪被各种反教权主义的开明专制的欧洲政府没收教堂的土地和建筑物，最终导致占据教堂土地和建筑物的宗教团体遭到驱逐和镇压。19世纪德国和瑞士的文化斗争以及许多其他国家的类似事件也是世俗化的表现。 
世俗化的另一种形式是指采邑主教或修道院或军事修会中的职位持有者，（在天主教会的统治下拥有宗教和世俗的双重权威）脱离教会并成为完全世俗的（通常是新教）的世袭统治者，例如格特哈德·冯·克特勒，他是立窝尼亚骑士团最后的首领，他改信路德教 ，将自己和代表骑士团持有的瑟米加利亚和库尔兰的土地世俗化，这使他能够结婚，并把库兰公国和塞米加利亚公国留给他的后代。
1960年代性革命後，西方國家包括西欧，北美，澳大利亚和新西兰出现了世俗化的趋势。 这种转变伴随着主要的社会因素：经济繁荣，青年对社会规则和习俗的反抗，妇女解放，激进的神学和激进的政治。

## 背景
世俗化有时被认为是由于社会中理性的出现和科学的发展取代了迷信而产生的文化转变——马克斯·韦伯称之为“世界的祛魅（disenchantment）”——以及宗教机构为弥补这一缺陷而做出的改变。以从口述传统到以传播知识为目的的书写文化的缓慢过渡作为初始阶段。这首先削弱了神职人员作为揭示性知识守护者的权威。教育责任从家庭和社区转移到国家产生了两个后果：
- 涂尔干定义的“集体良知”减少了；
- 宗教成为个人选择，而非需要遵守的社会义务。

世俗化的研究的一个主要问题是：在多大程度上，某些趋势（如出席宗教活动场所的下降）可以表明宗教信仰的减少或私有化，亦即宗教信仰不再在公共生活中或其他方面的决策上扮演主导角色。
世俗化的问题在各种宗教传统中都有讨论。由于在1923年废除奥斯曼帝国的哈里发并建立土耳其共和国，土耳其的政府一个经常被引用的例子  。它在世俗共和框架下确立了人民主权，与权威建立在宗教基础上的体制形成鲜明对比。作为国家现代化的众多例子之一，这表明世俗化和民主化是相辅相成的的过程，都依赖于政教分离。在像印度这样明确的世俗化国家，有人认为有必要通过立法来允许不同宗教之间的宽容和尊重，而西方的世俗化是对基督教内部的天主教和新教之间剧烈暴力冲突的回应。因此，一些人认为，西方和印度的世俗化截然不同，因为它处理的是来自宗教管制和控制的自治。对任何世俗国家而言，对宗教的宽容和宗教拥有的自治都是相关的。

## 定义
1998年，约翰·索默维尔 (C. John Sommerville) 概述了在科学文献中世俗化一词的六种用法，其中，前五个更像是“定义”，而第六个更像是“使用说明”： 
1. 在讨论宏观社会结构时 ，世俗化可以指差异化：一个社会的各个方面，包括经济、政治、法律和道德等，变得越来越专业化和彼此不同的过程。
2. 当讨论个别机构时 ，世俗化可以指从一个宗教机构转变为一个世俗机构。例如哈佛大学从一个主要的宗教机构演变成一个世俗机构（现在由神学院容纳宗教元素，以示区分）。
3. 在讨论活动时 ，世俗化指活动从宗教机构向世俗机构的转移，例如社会服务的提供从教会向政府的转移。
4. 在讨论心态时 ，世俗化是指从终因关注到近因关注的转变。 例如，西方人现在更倾向于缓和他们的行为以应对更直接适用的后果，而不是出于对死后后果的关注。这是一种个人宗教信仰的衰落或朝向世俗生活方式的运动。
5. 当讨论人群时 ，世俗化指广泛的，与（4）提到的个人世俗化相对的，社会宗教信仰水平下降模式。这种对世俗化的理解也不同于(1)中专指的与社会的分化不同的宗教衰落。
6. 在讨论宗教时 ，世俗化只能用于泛指宗教的情况下。 例如，讨论基督教但并不明确说明讨论的是基督教的哪个教派的情况下。

2002年，阿卜杜勒·瓦哈卜·迈西里 概述了世俗化一词的两个含义： 
1. 部分世俗化 ：这是该词的普遍含义，表示“宗教与国家之间的分离”。
2. 完全世俗化 ：这一定义不仅限于部分事物的世俗化，而是“剥离所有的价值观（包括宗教，道德和个人的价值观）与范畴（包含国家层面、公共和私人方面的人性层面)，以使得神圣性从世界上被移除，将这个世界被转化为一种可以为强者所利用的事物。”

1967年，拉里·席纳尔（Larry Shiner）在题为《经验研究中的世俗化概念》一文中，认为世俗化：
1. 表示宗教的衰退，即指宗教思想、宗教行为、宗教组织失去其社会意义。
2. 表示宗教团体的价值取向从彼世向此世的变化，即宗教从内容到形式都变得适合现代社会的市场经济。(即商品化的可能)
3. 表示宗教与社会的分离，宗教失去其公共性与社会职能，变成纯私人的事务。
4. 表示信仰和行为的转变，即在世俗化过程中，各种主义发挥了过去由宗教团体承担的职能，扮演了宗教代理人的角色。
5. 表示世界渐渐摆脱其神圣特征，即社会的超自然成分减少，神秘性减退。
6. 表示“神圣”社会向“世俗”社会的变化。

席纳尔的理解概括了世俗化的全部含义。但如果考虑到世俗化一词词根的含义和其使用史，如果再概括提炼一下席纳尔定义的六种含义，似可认为，世俗化就是非神圣化，它意指一个漫长的社会变化过程。这个过程涉及两个方面，一是社会的变化，即指人类社会各个领域逐渐摆脱宗教的羁绊，社会种种制度日益理性化；二是宗教本身的变化，即传统宗教不断调节自身以适应社会世俗化。
这个定义强调了世俗化的时间跨度。尽管世俗化源于何时并无定论，但世俗化并非一日之寒，它是人类發展史上一个漫长的历程，这一点大概不会引起任何歧义。其次是社会的世俗化，这个考虑是以人类发展的史实为前提的。人类的历史也是宗教的發生發展史。
以西方社会为例，基督教自4世纪成为罗马帝国国教之后，西方社会在后来的一千多年中，一直处于它的统治之下，虽然时有世俗王权与教权的纷争，但还是教权占了上风(主要是因為霍亨斯陶芬王朝君主在巴巴羅薩以後一個比一個無能)。基督教统治的鼎盛时期被称为“信仰黄金时代”。当人类社会进入近代后，随着工业的发展，科技的腾飞，人类自我意识的上升，传统宗教的势力范围在日益缩小，最终在“工厂门前止步了”。第三是传统宗教自身的世俗化，即宗教从内容到形式，从组织到礼仪的一系列变化。这种变化的特点，一言以蔽之，即传统宗教神学教义中的神圣性质、宗教组织的神圣成分、宗教礼仪的神圣气氛越来越少。西方社会雖在18世紀出現啟蒙運動，但直在20世紀60年代後經歷各種民權運動及女性主義出現，西方社會全面世俗化，儘管宗教對社會仍有一定的影響，但已失去介入公共政策的影響力。

## 社会学使用时对“差异化”的探讨
根据社会学家的研究，世俗化的主要主题之一是“差异化”，即，随着社会的现代化，生活的各个领域变得越来越明显和专业化。受人类学影响，欧洲社会学对从所谓的原始社会到日趋发达的现代社会的转变过程很感兴趣。 在美国，最初强调作为进步的一个方面的变革，但塔尔科特·帕森斯（Talcott Parsons）将社会重新定位为一个沉浸在不断差异化过程中的系统，在他看来，这个过程中，新的机构接管了社会中必要的任务，以保证社会在原有的单一机构解体时得以存在。这是从单一的，差异化程度较低的机构到差异化程度越来越高的子集机构转移。 
继帕森斯之后，这种区分的概念已被广泛应用。 正如何塞·卡萨诺瓦所说，这种“世俗化理论的核心和中心论点是社会现代化过程的概念化，是作为世俗领域（主要是国家，经济和科学）的功能分化和解放的过程，以及随之产生的宗教在其新发现的宗教领域中的差异化和专业化”。 卡萨诺瓦也将其描述为宗教的“私有化”理论，他对其中的部分内容的进行了批评。  然而，在批评传统的社会学理论中世俗化的某些方面时， 大卫·马丁认为社会差异化的概念一直是其“最有用的要素”。 

## 当前世俗化的问题
目前，西方社会所理解的世俗化正在宗教社会学中争论。汉斯·布鲁门伯格在其《现代时代的合法性》（1966年）和《哥白尼世界的起源》（1975年）中，他拒绝了历史连续性的观点——所谓的“世俗化理论”的基础。在他看来，现代代表着一个与古代和中世纪相对立的时代，它通过通过恢复人类的好奇心，来反对神学的专制。“洛维特的论点是进步就是希伯来人和基督教信仰的世俗化。布鲁门伯格针对他的论点提出了相反的观点，认为现代社会，包括其对进步的信念，是从一种新的世俗的自我肯定的反基督教传统的文化中发展起来的。”  洛维特的学生潘能伯格继续反对布鲁门伯格的讨论
查尔斯·泰勒 在《世俗时代》中挑战了他所谓的“减法命题”——科学导致宗教从生活中越来越多的领域中被剔除。 
“世俗化理论”的支持者的論點表明，整个西方，特别是在欧洲，宗教信仰普遍衰落，但這種論述只在蘇聯崩潰前有效。   因此一些学者（如罗德尼·史塔克，彼得·伯杰）认为，宗教信仰水平并未下降，而其他学者（如Mark Chaves和N.J. Demerath）通过引入新世俗化的概念进行反击，这个概念扩大了世俗化的定义，使得其中包含了宗教权威的衰落及其影响社会的能力。 换句话说，新世俗化不再将不再信教的背道者的比例用作世俗性的唯一衡量标准，而是主张将人们从宗教之外寻求权威的比例也作为衡量标准。新世俗化论者会因此争辩说，宗教在节育等问题上的权威正在减弱，即使宗教信仰的比例在美国没有减弱，宗教的权威也在下降，世俗化也正在发生（仍有争议）。
一個明顯的"反世俗化"的例子為共產主義崩潰後在各個前共產國家宗教的復興，哈佛大學的撒母耳·亨廷頓指出：「20世紀末，全球宗教在世界各地重新崛起」
批評人士指出有許多因素表明世俗化並不符合現實發展，當今宗教健康和活力的多種指標，從美國教會的持續流行，到西歐新時代靈性的出現，穆斯林世界原教旨主義運動和宗教政黨的增長，席捲拉丁美洲的福音派復興，以及國際事務中民族宗教衝突的激增。這導致了一些社會學家與歷史學家開始將"世俗化理論"視為過時的錯誤理論，可能只是啟蒙主義後產生的意識形態論述，而不是科學的社會理論。
最后，一些人声称，人口的力量抵消了世俗化的过程，并且可能达到一个即使社会变得更加信教，个人也会不断偏离宗教的程度。在像以色列这样的社会（包含极端东正教和犹太复国主义者）中，虔诚的宗教团体的世俗出生率是世俗人口的几倍的情况尤为显著。 宗教生育效应在所有国家或多或少都在起作用 ，而在西方，宗教移民又放大了这种效应。例如，尽管本地白人变得世俗化，在过去的25年中，随着宗教移民及其后代在人口中所占比例的增加，伦敦变得更加虔诚。  世俗化的问题在社会科学领域引起了广泛（有时是激烈的）争论。 

## 区域发展

### 英国

#### 历史
在英国，世俗化的发生要比西欧大多数国家晚得多。 它始于20世纪60年代，是社会和文化革命的一部分。 在此之前，战后英国的宗教信仰一直在复苏。  社会学家和历史学家就其开始时间，发生速度以及原因展开了激烈的辩论。 
来自皇室、贵族和地方有影响力的士绅的赞助为有组织的宗教提供了重要的支持系统。在20世纪，因为这些人物不再那么有权势或财力来支撑，导致赞助逐渐消失。在煤矿区，当地的煤矿通常会资助当地的小教堂，但随着煤矿行业陷入困境，以及加入工会的矿工拒绝精英势力干预地方事务，这些资助便逐渐结束了。这使得世俗化势力得以增强。 

#### 近期发展
英国社会态度调查和欧洲社会调查表明，英国民众中基督徒的比例由1983年的55％下降到2015年的43％。 尽管非基督教的教徒（主要是穆斯林和印度教徒）增加了三倍，但无宗教信仰人口现在占英国总人口的53％。 60%以上的无宗教信仰人口在聖公宗或天主教的环境中长大。只有2％的无宗教信仰人口在基督教以外的信仰环境中成长。 
那些从小在非基督教宗教环境中长大，但现在自认为没有宗教信仰的人，即所谓的“非信徒”，有着明显不同的宗教区别：犹太教徒14%，穆斯林和锡克教徒10%，印度教徒6%。皈依宗教的非宗教人士比例很小：皈依聖公宗3%，皈依天主教0.5%，皈依其他基督教教派2%，皈依非基督教信仰2%。

### 美国

#### 历史
1870-1930年 ，克里斯蒂安·史密斯（Christian Smith）研究了1870年至1930年间美国公共生活的世俗化。 他指出，1870年，美国文化和公共机构完全由新教统治。但到20世纪初， 实证主义完全取代了培根法（迄今培根学派一直支持自然神学 ），高等教育已完全世俗化。 在20世纪10年代，“法律现实主义”受到重视，逐渐弱化了法律的宗教基础。 与此同时，独立于新教机构的出版社也出现了。20世纪20年代，世俗化延伸到大众文化，公共教育已不再受新教文化的影响。尽管在20世纪20年代，公众仍然高度信奉宗教，但到了30年代，旧的新教机构基本都陷入了混乱。 
史密斯认为，理解世俗化的关键在于精英知识分子阶层的崛起，受到欧洲启蒙时代传统的影响，怀疑宗教正统观念。他们有意识地试图取代他们认为阻碍其前进的新教。

#### 近期发展
2008-2017年 。 盖洛普公司开展的2008年到2015年年度民意调查显示，不认同任何宗教的美国人比例从2008年的14.6％稳步上升到2015年的19.6％。同时，认为自己是基督徒的美国人比例从80.1％下降到75％。这种趋势一直持续至今，当时21.3％的美国人宣布没有宗教身份。鉴于非基督教宗教大致保持不变（2008年至2015年一直约为5％），世俗化似乎主要影响了基督徒。

### 印度
印度教是印度的主要信仰，但它被描述为“源自古代的文化和文明”，是“本质上世俗的”。  儘管独立后的印度試圖成为了一个自信的世俗国家。 但是近年來世俗主義正在被印度的統治菁英與人民所拒絕，他們認為所謂的世俗主義只是基督教文化的產物，並不是西歐之外任何文化的產物，所謂印度教本質上是世俗的說法僅僅只是西方為了推銷世俗主義的普遍性所捏造出來的理論。

### 中国
中国传统文化中，最具影响力的儒家思想基本上是世俗的。 
張保民总结了中国早期进行世俗化的历史后果：
|  | 中国社会早期的世俗化，被认为是其现代性的标志[…]具有讽刺意味的是，它使中国几个世纪以来没有一个强大而稳定的道德和法律来源。这意味着，对于财富、权力或生存的追求可以是无情的，没有任何约束力的。[…]随着中国社会早期的世俗化，封建主义和世袭贵族制度消亡。另一个显著的发展，是使中国比其他任何国家更早地转变为一个单一的政治体系，即只有一个权力中心。这也使得中国社会比西欧和日本更加追求平等。 The early secularization of Chinese society, which must be recognized as a sign of modernity [...] has ironically left China for centuries without a powerful and stable source of morality and law. All this simply means that the pursuit of wealth or power or simply the competition for survival can be and often has been ruthless without any sense of restraint. [...] Along with the early secularization of Chinese society which was equally early, the concomitant demise of feudalism and hereditary aristocracy, another remarkable development, transformed China earlier than any other country into a unitary system politically, with one single power centre. It also rendered Chinese society much more egalitarian than Western Europe and Japan. |

在这种世俗化的背景下， 中华人民共和国执政的共产党政权有意推动世俗化。 

### 阿拉伯世界
阿拉伯世界的许多国家显示出日益世俗化的迹象。
在埃及 ，对实施伊斯兰教法的支持率从2011年的84％降至2016年的34％。埃及人也较少进行祈祷：2011年调查显示，在年长的埃及人（55岁以上）中，每天祈祷的人占90％，而在年轻人（18-24岁）中，这一比例为70％。 相比之下，到2016年，这些数字下降到<80％（55+）和<40％（18-24）。其他年龄段的比例介于这些值之间。 
在黎巴嫩和摩洛哥 ，从2011年到2016年，每天听古兰经独奏的人数减少了一半。  其中一些变化似乎是由于生活需求导致的，例如，由于收入停滞不前，妇女不得不进行工作来为家庭收入作出贡献。 高昂的生活成本延缓了婚姻，因此也似乎更加鼓励了婚前性行为。
在约旦和巴勒斯坦等其他国家，对伊斯兰教法和伊斯兰思想的支持似乎在增长。
但即使在正在发展世俗化的国家，情况也会出现反弹。 例如，埃及总统阿卜杜勒·法塔赫·西西已经禁止了数百种可能对伊斯兰进行反对的报纸和网站。 
在北賽普勒斯，舊一代賽普勒斯人習慣自稱土耳其裔賽普勒斯人，雖信奉伊斯蘭教，但在生活中體現世俗化價值，與土耳其穆斯林有所差異。不過，近年因土耳其移民潮及該國總統艾爾多安的政治影響，其世俗化價值正面臨挑戰。

## 扩展阅读
- Berger, Peter. The Sacred Canopy. (1967)
- Berger, Peter. The Desecularization of the World. (1999)
- Brown, Callum G.  The Death of Christian Britain: Understanding Secularisation, 1800-2000 (2009).
- Bruce, Steve, and Tony Glendinning, "When was secularization? Dating the decline of the British churches and locating its cause"  British journal of sociology 61#1 (2010): 107-126.
- Bruce, Steve. Religion in the Modern World: From Cathedrals to Cults
- Bruce, Steve. God is Dead: Secularization in the West. (2002)
- Casanova, Jose. Public Religions in the Modern World. (1994)
- Chaves, M. Secularization As Declining Religious Authority. Social Forces 72(3):749–74. (1994)
- Ellul, Jacques. The New Demons. (1973/tr. 1975)
- Gauchet, Marcel. The Disenchantment of the World. (1985/tr. 1997)
- Gilbert, Alan D. The making of post-Christian Britain: a history of the secularization of modern society (Longman, 1980).
- Martin, David. A General Theory of Secularization. (New York: Harper & Row, 1979).
- Pollack, Detlef. Varieties of Secularization Theories and Their Indispensable Core （页面存档备份，存于）, The Germanic Review: Literature, Culture, Theory, 90:1 (2015), 60-79.
- Pollack, Detlef & Gergely Rosta. Religion and Modernity: An International Comparison. Oxford: Oxford University Press, 2017.
- Sommerville, C. J. "Secular Society Religious Population: Our Tacit Rules for Using the Term Secularization. Journal for the Scientific Study of Religion 37#2 :249–53. (1998)
- Said, E. Orientalism: Western Conceptions of the Orient. London: Penguin. (1978).
- Skolnik, Jonathan and Peter Eli Gordon, eds., New_German_Critique（英语：New German Critique） 94 (2005) Special Issue on Secularization and Disenchantment
- Stark, Rodney, Laurence R. Iannaccone, Monica Turci, and Marco Zecchi. "How Much Has Europe Been Secularized?" Inchiesta 32 #136 pp:99–112. (2002)
- Stark, Rodney. Triumph of Faith: Why the World Is More Religious than Ever. Wilmington: ISI Books. (2015)
- Taylor, Charles. A Secular Age. (Harvard University Press, 2007)
- Warrier, Maya. "Processes of Secularisation in Contemporary India: Guru Faith in the Mata Amritanandamayi Mission," Modern Asian Studies (2003)